# NGC 5561
NGC 5561 é uma galáxia  localizada na direcção da constelação de Ursa Major. Possui uma declinação de +58° 45' 01" e uma ascensão recta de 14 horas, 17 minutos e 22,8 segundos.
A galáxia NGC 5561 foi descoberta em 11 de Maio de 1885 por Lewis A. Swift.